# Boeing XB-15
Boeing XB-15 (Boeing 294) là một loại máy bay ném bom của Hoa Kỳ, được thiết kế vào năm 1934, dự kiến Quân đoàn Không quân Lục quân Hoa Kỳ (USAAC) sẽ trang bị loại máy bay này làm máy bay ném bom hạng nặng với tầm bay 5.000 mi (8.000 km).

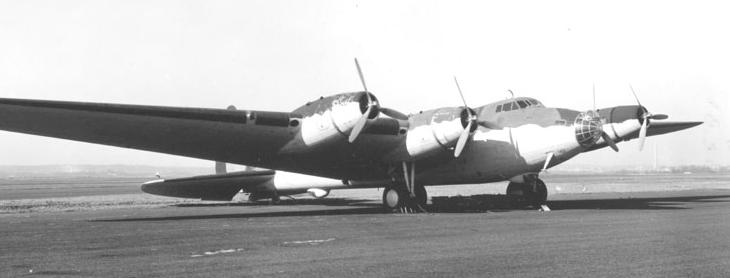
XB-15.

## Quốc gia sử dụng
Hoa Kỳ
- Quân đoàn Không quân Lục quân Hoa Kỳ
- Không quân Lục quân Hoa Kỳ

## Tính năng kỹ chiến thuật (XB-15)
Dữ liệu lấy từ Boeing Aircraft since 1916 
Đặc điểm tổng quát
- Tổ lái: 10
- Chiều dài: 87 ft 7 in (26,70 m)
- Sải cánh: 149 ft (45,43 m)
- Chiều cao: 18 ft 1 in (5,51 m)
- Diện tích cánh: 2.780 ft² (258,4 m²)
- Trọng lượng rỗng: 37.709 lb (17.141 kg)
- Trọng lượng cất cánh tối đa: 70.706 lb (32.139 kg)
- Động cơ: 4 × Pratt & Whitney R-1830-11, 850 hp (634 kW)  mỗi chiếc

 Hiệu suất bay 
- Vận tốc cực đại: 197 mph[4] (170 kn, 317 km/h) trên độ cao 5.000 ft (1.500 m)
- Vận tốc hành trình: 152 mph (132 kn, 245 km/h) trên độ cao 6.000 ft (1.800 m)
- Tầm bay: 5.130 mi (4.460 hải lý, 8.259 km)
- Bán kính chiến đấu: 3.400 mi[5] (2.957 nmi, 5.474 km)
- Trần bay: 18.900 ft (5.760 m)

Trang bị vũ khí

- Súng: 

  - 3 × Súng máy M1919 Browning.30 in (7.62 mm)
  - 3 × Súng máy M2 Browning.50 in (12.7 mm)
- Bom: 12.000 lb (5.400 kg)